# Mouvement des étudiants et élèves de Côte d'Ivoire
Le Mouvement des étudiants et élèves de Côte d'Ivoire (MEECI) est une organisation syndicale et politique d'élèves et étudiants créée en 1969 à la dissolution par les pouvoirs publics ivoiriens de l'Union nationale des élèves et étudiants de Côte d'Ivoire (UNEECI).
Le MEECI est resté jusqu'à sa disparition, en 1990, une section particulière du Parti démocratique de Côte d'Ivoire (PDCI-RDA).

Autre fait : 
1969, Le Congrès de L’Union des Élèves et Étudiants de Côte d'Ivoire (UNEECI) créée en 1957 qui opposait Koné Tiemoko candidat sortant et Laurent Gbagbo se passe mal, des troubles agitent le campus. 
Houphouët décide de dissoudre l'UNEECI pour créer le MEECI, une partie des étudiants décide de manifester, l'armée intervient sur le campus. Les meneurs des étudiants « rebelles » dont Gbagbo, sont envoyés au camp de redressement militaire d'Akouedo. En vieux timonier de la politique, Houphouët convoque les deux tendances de la jeunesse estudiantine à une rencontre de réconciliation à Yamoussoukro.
Le groupe de l’UNEECI dissous est représenté par Laurent Gbagbo, 24 ans, étudiant en histoire et celui du MEECI nouvellement créé, par Alphonse Djédjé Mady, 24 ans, étudiant en médecine. La paix revient sur le campus de Cocody, après cette rencontre.